# Jacques Barzun

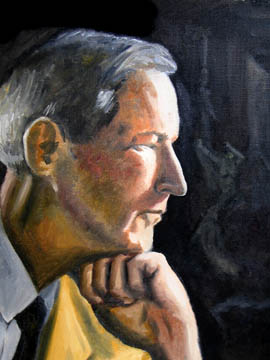
Portret Jacquesa Barzuna autorstwa Erica Roberta Morse'a (1947)

Jacques Martin Barzun (ur. 30 listopada 1907 w Créteil, zm. 25 października 2012 w San Antonio) – amerykański historyk i filozof pochodzenia francuskiego, zajmujący się historią idei i kultury.

## Życiorys
Urodził się w Créteil, wychował w Paryżu i Grenoble. Jego ojciec sympatyzował z awangardowymi artystami paryskimi. W czasie I wojny światowej ojciec przebywał na placówce dyplomatycznej w USA. Zafascynowany Ameryką, wysłał tam syna w celach edukacyjnych (1920). Po ukończeniu studiów w Columbia University od 1932 do 1955 roku Barzun wykładał na uniwersytecie historię. Od 1955 do 1968 był dziekanem, a od 1968 aż do emerytury w 1975 był profesorem Columbia University. Jest autorem ponad trzydziestu książek o różnorodnej tematyce z dziedziny historii kultury, z których najbardziej popularną jest From Dawn to Decadence, która znalazła się na liście bestsellerów New York Timesa. Barzun został odznaczony złotym medalem American Academy of Arts and Letters. W 2003 został uhonorowany Presidential Medal of Freedom.